# 382-га навчально-польова дивізія (Третій Рейх)
382-га навчально-польова дивізія (Третій Рейх) (нім. 382. Feldausbildungs-Division) — навчальна піхотна дивізія Вермахту за часів Другої світової війни.

## Історія
382-га навчально-польова дивізія була створена 9 вересня 1942 року на основі резервних частин групи армій «B» на південному фланзі Східного фронту. Особовий склад надходив переважно з IX військового округу, а також навчальних центрів, шкіл та полігонів III, IV, IX, XVII та XIII військових округів. Дивізію на місцях поповнював персонал RAD.
З січня 1943 року частини дивізії почали передавати на посилення розгромлених у битві за Сталінград формувань, як-то 320-ї піхотної дивізії, окремих частин 2-ї армії. 25 лютого 1943 року дивізія остаточно була розпущена, рештки її підрозділів були спрямовані на відновлення 318-го гренадерського полку

## Райони бойових дій
- Південь Росії (вересень 1942 — лютий 1943)

## Командування

### Командири
- генерал-майор Пауль Гоффманн (нім. Paul Hoffmann) (8 вересня 1942 — 26 лютого 1943).

### Підпорядкованість
| Час     | Корпус | Армія | Група армій (округ) | Штаб |
| ------- | ------ | ----- | ------------------- | ---- |
| 1942    |        |       |                     |      |
| жовтень |        |       | Група армій «B»     | Суми |
| 1943    |        |       |                     |      |
| січень  |        |       | Група армій «B»     | Суми |

### Склад
| Вересень 1942                          |
| -------------------------------------- |
| 617-й навчально-польовий піхотний полк |
| 618-й навчально-польовий піхотний полк |
| 618-й навчально-польовий піхотний полк |
| 620-й навчально-польовий піхотний полк |